# Церква Спаса Преображення (Займо-Обрив)

Церква Спаса Преображення (рос. Церковь Спаса Преображения) — православний храм в селі Займо-Обрив, Азовський район, Ростовська область, Росія. Відноситься до Азовського благочиння Ростовської і Новочеркаської єпархії Московського патріархату. Побудований в 1910 році. Є об'єктом культурної спадщини Російської Федерації регіонального значення.
Адреса: Росія, Ростовська область, Азовський район, село Займо-Обрив, провулок Жовтневий, 10.

## Історія
Церква Спаса Преображення в селі Займо-Обрив була остаточно побудована в 1910 році (за іншими даними, в 1909]) за проектом донського архітектора П. С. Студенікіна. Будівля храму виконана в неовізантійському стилі і досягала 35,5 метра у висоту (з урахуванням хреста на куполі) і 21 метр в ширину. У перші роки після свого зведення налічувала близько трьох тисяч парафіян.
У роки радянської влади будівлю церкви частково зруйновано (а також постраждала дзвіниця), незаймана ж частина використовувалася в якості зерносховища.
З 1989 року почалося відновлення храму. Дзвіниця відбудована заново, майданчик перед церквою вимостили тротуарною плиткою, стіни храму заново поштукатурені і пофарбовані, побудували трапезну. Відкрито недільну школу.
У 1992 році церква визнана об'єктом культурної спадщини Російської Федерації.
З 2014 року ведуться роботи з реставрації внутрішнього оздоблення храму.